# قائمة زملاء الجمعية الملكية المنتخبين في 1957
هذه الصفحة تعرض قائمة زملاء الجمعية الملكية المُنتخبين لعام 1957.

## الزملاء
- شاؤول أدلر
- James Danielli [الإنجليزية]‏
- Emmanuel Amoroso [الإنجليزية]‏
- Frederick Dainton, Baron Dainton [الإنجليزية]‏
- فرانسيس ليزلي روز
- أليكساندر وات
- Herbert Squire [الإنجليزية]‏
- هنري ليبسون
- دارشاو نوشروان واديا
- Walter Frederick Whittard [الإنجليزية]‏
- Frederick Campion Steward [الإنجليزية]‏
- جورج باتشيلور
- شارلوت أورباخ
- Reginald Sutcliffe [الإنجليزية]‏

## الأعضاء الأجانب
- هانز بيته
- Albert Frey-Wyssling [الإنجليزية]‏
- أرني تيسيليوس
- أوتو هان